# Ravanica (Kraljevo)
Pour les articles homonymes, voir Ravanica.
Ravanica (en serbe cyrillique : Раваница) est un village de Serbie situé sur le territoire de la ville de Kraljevo, district de Raška. Au recensement de 2011, il comptait 708 habitants.

## Démographie

### Évolution historique de la population
| 1948 | 1953 | 1961 | 1971 | 1981 | 1991 | 2002 | 2011 |
| ---- | ---- | ---- | ---- | ---- | ---- | ---- | ---- |
| 962  | 996  | 955  | 856  | 868  | 823  | 784  | 708  |

|  |